# Obligații (drept)

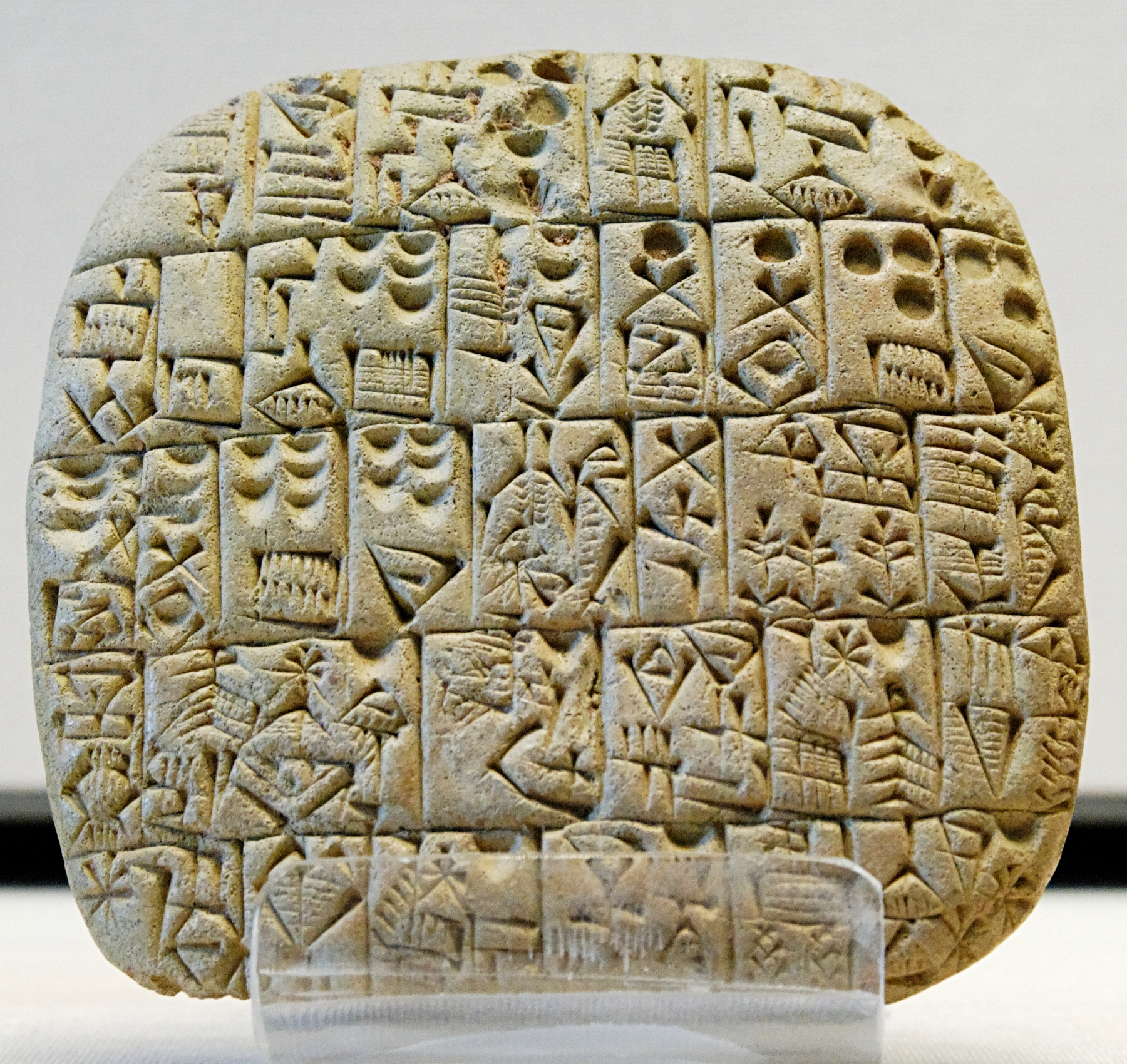
Contract Sumerian de la 2600 î.Hr.

În drept, obligațiile reprezintă raportul juridic între două persoane (fizice sau juridice) în care una necesită să-i ofere o prestație celeilalte. În alte cuvinte, aceasta reprezină îndatorirea obligatului de a avea o anumită conduită corespunzătoare dreptului titularului. În caz contrar, titularul poate apela la forța coercitivă a statului pentru impunerea îndeplinirii acesteia.
Principalele surse ale unei obligații sunt contractul, îmbogățirea fără justă cauză, plata nedatorată etc.
Ramura dreptului care se ocupă cu acestea este numită uneori dreptul obligațiilor și ține de dreptul privat. 

## Trăsături
Spre deosebire de dreptul subiectiv, obligația este o îndatorire ce incumbă subiectului pasiv, și nu o posibilitate, asemenea dreptului ce îi corespunde subiectului activ, care poate alege să îl folosească sau nu.
Obligația este întotdeauna corelativă dreptului activ. Așadar, pentru fiecare drept subiectiv, există o obligație corespunzătoare.

## Părți
O obligație face parte din conținutul raportului juridic. Prin urmare, este formată între cele două părți ale acestuia: subiectul activ și subiectul pasiv. Mai exact, obligația reprezintă îndatorirea subiectului pasiv ce-i corespunde dreptului subiectiv al subiectului activ. 
În caz de pluralitate, obligația poate fi conjunctă, solidară, sau indivizibilă. 

## Dreptul civil

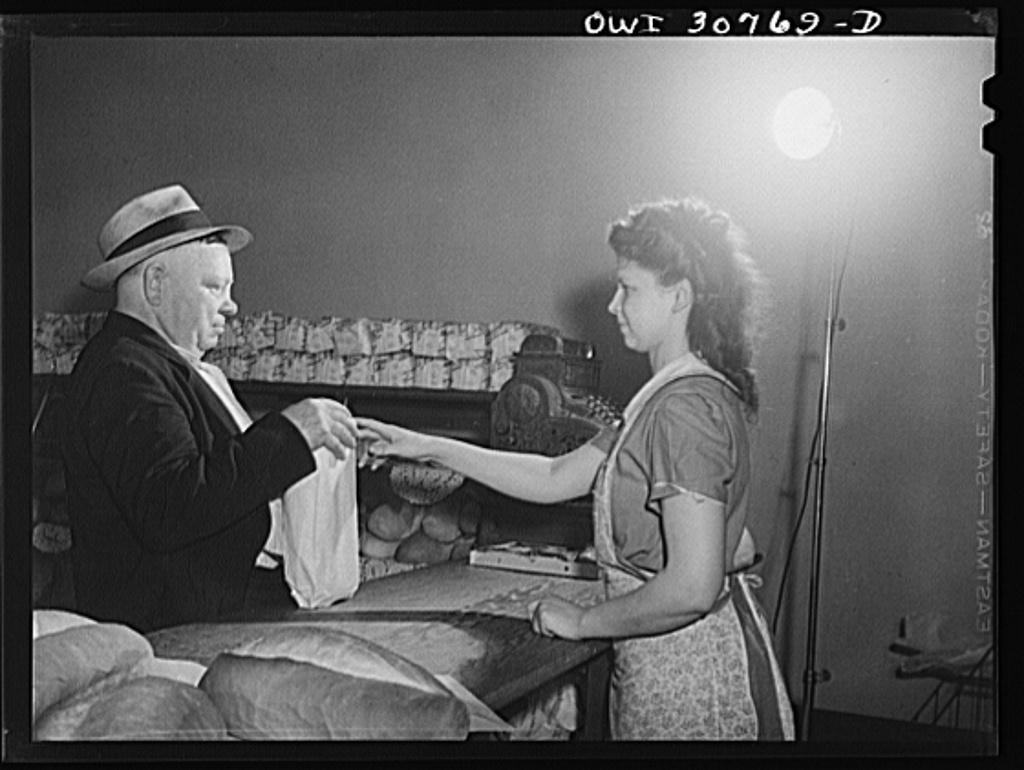
Cumpărarea implică obligații pure și simple

### Tipuri de obligații
În sistemul continental obligațiile pot fi de numeroase forme. 
Obligațiile pot fi pure și simple, simple sau afectate de modalități. Obligațiile pure sunt cele care pot, teoretic, fi afectate de modalități, în timp ce cele pure și simple sunt incompatibile cu acestea. Obligațiile pure și simple se încheie între un singur creditor și un singur debitor și au efecte imediate și ireversibile (de exemplu, vânzarea-cumpărare implică obligații pure și simple). Pe de altă parte, obligațiile afectate de modalități reprezintă obligații a căror finalizare este dependentă de acțiuni viitoare, posibile.
În țările ce urmează sistemul continental, obligația reprezintă o relația mutuală între creditor și debitor, ambele părți având în acest sens propriile drepturi și îndatoriri. Debitorul (cel ce oferă plata) este răspunzător de oferirea în timp a prestației, în caz contrar creditorul are posibilitatea să ceară sau să treacă la executarea forțată a plății.

### Punerea în întârziere
Executarea plății se face în condițiile stabilite de contract. Cu toate acestea, creditorul are și posibilitatea punerii în întârziere a debitorului, prin intermediul căreia poate cere pe loc executarea obligației. Punerea în întârziere are loc fie prin intermediul unei notificări scrise, fie prin al unei chemări în judecată. În caz de pluralitate activă, toți co-creditorii au de câștigat de pe urma punerii în întârziere.